# ادريانو غونزاليس ليون
ادريانو غونزاليس ليون (بالإسبانية: Adriano González León) هو كاتب وشاعر فنزويلي، ولد في 14 نوفمبر 1931 في فاليرا في فنزويلا، وتوفي في 12 يناير 2008 في كاراكاس في فنزويلا.